# Agrostis tarda
Agrostis tarda é uma espécie de gramínea do gênero Agrostis, pertencente à família Poaceae.